# عصماء
عصماء قرية سعودية، تتبع محافظة تربة في منطقة مكة المكرمة.

## الوصف
تبعد القرية عن المحافظة مسافة 12 كم بإتجاه الشمال الغربي، نوع الطريق أسفلت. أقرب مدينة أو قرية بها صحة هي محافظة تربة. خدمات التعليم: مدرسة عصماء الابتدائية (بنين)، ومدرسة عصماء (بنات)، ومدرسة عصماء (تعليم كبيرات). يوجد في القرية خدمة بلدية وخدمة بريد وبث تلفزيوني وكهرباء عامة